# Біхарська Вікіпедія
Біхарська Вікіпедія (біх. विकिपीडिया) — розділ Вікіпедії біхарськими мовами. Створена у 2003 році. Біхарська Вікіпедія станом на 26 березня 2025 року містить 8791 статтю, 37 424 зареєстрованих користувачів, 49 активних дописувачів, 2 адміністраторів
. Загальна кількість сторінок в біхарській Вікіпедії — 79 113, редагувань — 781 475, завантажених файлів — 54
. Глибина (рівень розвитку мовного розділу) біхарської Вікіпедії дуже велика і становить аж 632.1 пунктів
. 

## Історія
- Грудень 2006 — створена 100-та стаття[3].
- Квітень 2007 — створена 1 000-на стаття[3].
- Жовтень 2014 — створена 5 000-на стаття[4].